# Helge Ande, hjärtats nöje
Helge Ande, hjärtats nöje är en gammal pingstpsalm i åtta verser av Paul Gerhardt, "O du allersüsste Freude", från 1653 som 1686 översattes av Haquin Spegel med titelraden "Helge And mins hiertans nöije".
I 1697 års koralbok anges att melodin är densamma som för psalmerna Giv, o Jesu, fröjd och lycka (nr 139), Ack, vi ästu dock så blinder (nr 278), Ljus av ljus, o Morgonstjärna (nr 356) Opna tigh min munn och tunga (nr 376), Var nu redo, själ och tunga (nr 377) och Herre, signe du och råde (nr 413) vilket innebär att den är komponerad av Johann Schop och hämtad ur Himmlischer Lieder från 1642 som enligt andra psalmböcker används till flera andra psalmer.

## Publicerad som
- Nr 184 i 1695 års psalmbok under rubriken "Pingesdaga Högtijd - Om then Helga Anda".
- Nr 136 i 1819 års psalmbok under rubriken "Den Helige Andes nåd (pingstpsalmer)".
- Nr 136 i 1937 års psalmbok under rubriken "Pingst".